# 7-ма ракетна дивізія (РФ)
7-ма гвардійська ракетна Режицька Червонопрапорна дивізія — гвардійське формування (з'єднання, ракетна дивізія) в складі 27-ї гвардійської ракетної армії Ракетних військ стратегічного призначення (РВСП) Росії, що дислокується в ЗАТО «Озерний» Бологовського району Тверської області Росії.
Умовне найменування — військова частина № 14245.

## Історія

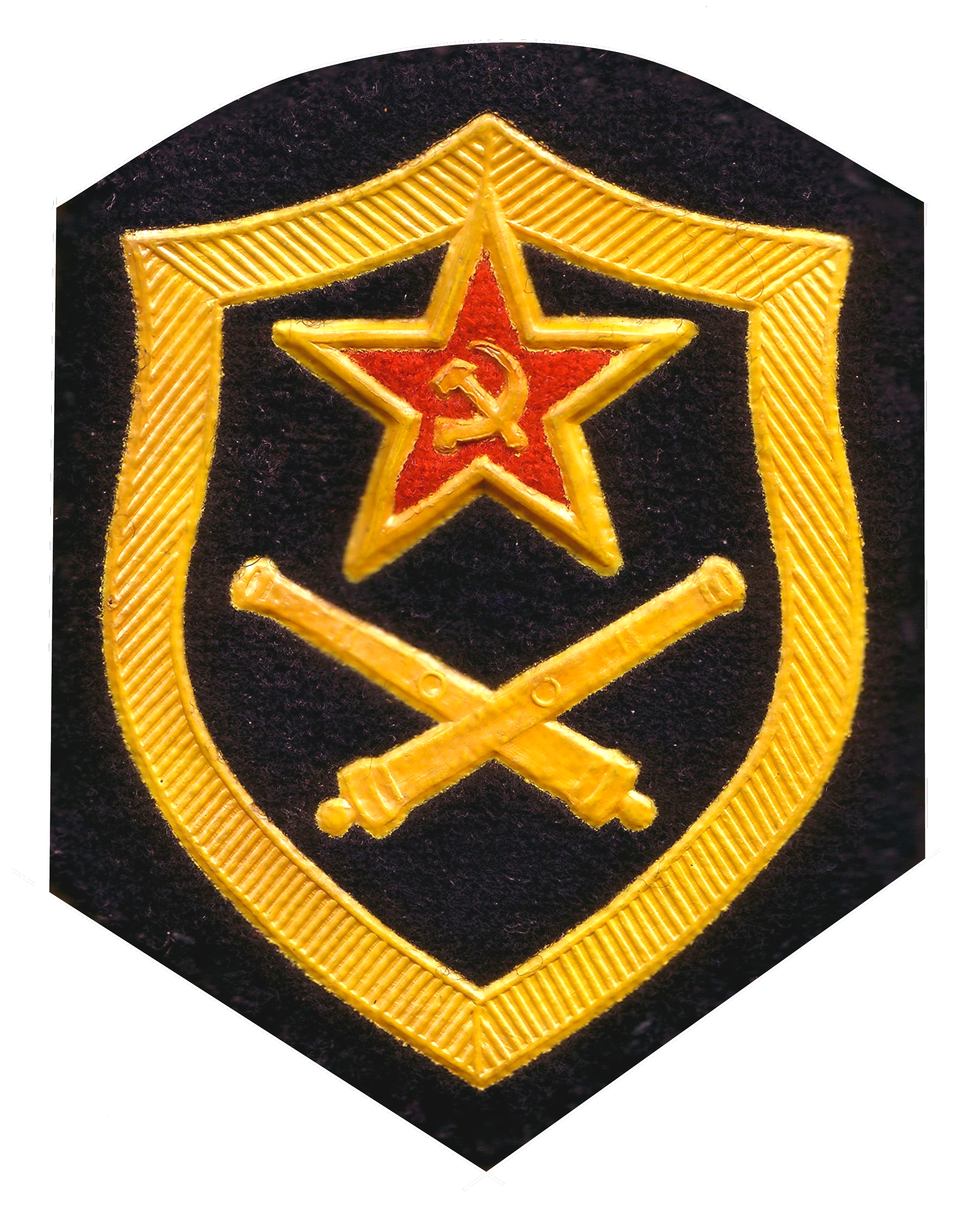
Нарукавний знак РВСН ЗС СРСР

14 липня 1943 року на базі 79-го гвардійського гарматно-артилерійського полку в районі Старої Руси була сформована 19-та окрема гвардійська гарматно-артилерійська бригада. 27 липня 1944 року за мужність і героїзм особового складу в боях за визволення міста Резекне бригаді оголошено подяку Верховного Головнокомандувача, і присвоєно почесне звання «Режицька».
В період німецько-радянської війни бригада з боями пройшла від Старої Руси до Салдуса у Латвії. Протягом усієї війни бригадою командував полковник Соколов М. І..
Відповідно до Директиви Міністра оборони Союзу РСР, від 25 травня 1960 року в червні 1960 на базі 19-ї гвардійської гарматної артилерійської Режицької бригади, передислокованої з Гатчини, була сформована 7-ма ракетна інженерна бригада з дислокацією у селищі Виползово Калінінської області (Бологоє-4). Формування йшло на житловому фонді 25-ї змішаної авіаційної дивізії 6-ї окремої армії ППО. Командиром ракетної бригади було призначено гвардії полковник П. П. Уварова. Чисельність бригади досягала 9 000 осіб (солдати і сержанти). Спочатку бригада входила до складу 46-го навчального артилерійського полігону, а з 10 березня 1961 року увійшла до складу 3-го окремого гвардійського ракетного корпусу.
Першим було сформовано ракетний полк (в/ч 14264) з 3 дивізіонів: 2 з наземними пусковими установками, й 1 з шахтної пускової установкою. 30 листопада 1960 командир бригади доповів головнокомандувачу про завершення формування ракетної бригади — в/ч 14245. З початку 1961 року почалася планова навчання з ракетою Р-5.
Директивою Міністра оборони СРСР від 30 травня 1961 роки 7-ма ракетна бригада перетворена на 7-му ракетну дивізію центрального підпорядкування. 14 квітня 1961 року з'єднанню, з метою збереження бойових традицій й пам'яті про бойові заслуги, скоєних воїнами 19-ї окремої гвардійської гарматної артилерійської бригади за німецько-радянської війни, було присвоєно почесне найменування «Гвардійське Режицьке» . До складу дивізії входили: 4 ракетних полки (військові частини 14264, 14474, 14420, 14443), ремонтна технічна база (РТБ), вузол зв'язку, що забезпечують підрозділи. 16 липня 1961 року з'єднанню вручено Червоний Прапор.
До складу дивізії входили:
11 лютого 1963 року перший дивізіон (БСП-12) заступив на бойове чергування (БЧ) з двома Р-16 з наземними пусковими установками. Всього в 1963—1964 роках на БЧ заступило 6 дивізіонів (БСП): 4 з наземними ПУ й 2 — з шахтними.
24 травня 1963 року народження, незабаром після закінчення Карибської кризи, в обстановці найсуворішої таємності дивізію відвідували Микита Хрущов, кубинський лідер Фідель Кастро, міністр оборони СРСР маршал Радянського Союзу Родіон Малиновський й Головнокомандувач РВСП маршал Радянського Союзу Микола Крилов. Хрущов знайомив Кастро з новою ракетою Р-16.
20 березня 1964 7-ма ракетна дивізія увійшла до складу 3-го окремого гвардійського ракетного корпусу з ракетами Р-16 (8К64). У червні 1964 на базі дивізіонів сформовані ракетні полки Р-16: в/ч 14264, 07382, 12408, 14474, 57388, 74201, 14420, 68528. БСП полки розташовувалися поруч з кордонами Тверської й Новгородської областей.
З 1965 року в дивізії почалася підготовка до будівництва БСП ракетних комплексів нового покоління з ШПУ окремих стартів («ОС»). На виконання директиви Генерального штабу від 31 березня 1966 року сформовано 6 ракетних полків «ОС» з ракетами УР-100 (8К84). У 1967 році перший «ОСовський» полк заступив на БЧ (в/ч 97688).
1 листопада 1967 нагороджена Пам'ятним Прапором ЦК КПРС, Президії Верховної Ради СРСР і Ради Міністрів СРСР за успіхи в ратній праці в честь 50-річчя Великої Жовтневої соціалістичної революції.
З квітня 1970 року по 30 червня 1990 дивізія входила до складу 50-ї ракетної армії (місто Смоленськ). У квітні 1970 року ще 5 полків почали переозброюватися на ракетний комплекс з УР-100.
З 1973 року розпочато роботи по зняттю з бойового чергування УР-100 й постановці на БЧ нових комплексів 15П015 з ракетою МР-УР-100 (15А15) (з 1977 року замінювався на комплекс 15П016 з МР-УР-100У). Перший полк з ракетою 15А15 заступив на БЧ 6 травня 1975 року. За період з 15 жовтня 1975 року по 3 жовтня місяця 1978 року на чергування встали ще 8 полків, що змінили УР-100 Володимира Челомея на МР-УР-100 дніпропетровського конструктора Михайла Янгеля.
3 жовтня 1978 року встали на БЧ 2 ракетних полку з модернізованим комплексом 15П016 з ракетою МР-УР-100У.
З 1982 року, згідно з планом Генштабу, частина «ОСовських» полків з МР-УР-100 знімалася з чергування й розформовувалася, а частина переводилася на вдосконалений комплекс 15П016.
З березня 1986 року на базі дивізії проводилися порівняльні випробування колісних пускових установок 15У157 на шасі МАЗ-7906 і МАЗ-7907 (з вересня) ракетного комплексу 15П162 «Цілина-2» з ракетою РТ-23УТТХ (15Ж62) масою 104,5 т. Для 8- і 12-вісних шасі власною масою по 65 тонн і вантажопідйомністю по 150 тонн були побудовані величезні ангари і спеціальні ділянки доріг з мостами і розв'язками для дослідження руйнівного впливу на асфальтобетонне покриття. Всі роботи проводилися тільки в нічний час, в режимі найсуворішої секретності. Випробування були завершені в вересні 1987 року вибором ПУ на 12-осном зчленованому шасі МАЗ-7907.
У 1994 році останній «ОСовський» ракетний полк було знято з БЧ. Відповідно до рішення Ради Міністрів Росії на базі однієї з бойових стартових позицій (ШПУ) в/ч 14264 організовано музей Ракетних військ, згодом розформований. 30 грудня 1994 року перший «ОСовська» полк (в/ч 14264) було переведено на ПГРК «Тополя» з ракетою РТ-2ПМ (15Ж58). 27 грудня 1996 року на БЧ постав другий полк (в/ч 52642) з «Тополь». Восени 1996 року бойовими розрахунками ракетних полків дивізії на полігоні Плесецьк проведено 2 успішні навчально-бойових пуски.

## Командири
- З травня 1960 по 13 квітня 1970 — полковник (з? — генерал-майор) Уваров Петро Петрович;
- З 13 квітня 1970 по 21 листопада 1973 — генерал-майор Морсака Юрій Степанович;
- З 21 листопада 1973 по 3 грудня 1977 — генерал-майор Волков, Олександр Петрович;
- З 3 грудня 1977 по 4 січня 1982 — генерал-майор Іванов Євген Степанович;
- З 4 січня 1982 по 31 липня 1986 — генерал-майор Храмченков Віктор Петрович;
- З 31 липня 1986 по 14 липня 1998 — генерал-майор Грибов Олександр Вікторович;
- З 14 липня 1998 по 4 липня 2000 — генерал-майор Абрамов Олексій Сергійович;
- З 4 липня 2000 по 2006 — генерал-майор Шурко Анатолій Федорович;
- з червня 2006 по грудень 2009 — генерал-майор Кузічкін Іван Миколайович;
- з грудня 2009 по травень 2011 — полковник Галактіон Олександр Михайлович;
- з липня 2011 по серпень 2013 — полковник Бурбін Андрій Анатолійович;
- з серпня 2013 по квітень 2016 — полковник Ланкін Олег В'ячеславович;
- з квітня 2016 — генерал-майор Рябченко Максим Володимирович.

## Склад з'єднання
- управління дивізії;
- 510-й ракетний полк (в/ч 52642) (майданчик 3к);
- 41-й ракетний полк (в/ч 14264) (майданчик 1С);
- 2423-та технічна ракетна база (ТРБ) (в/ч 96778) (майданчики 5, 6);
- 281-й вузол зв'язку (в/ч 14245-В (УС)) (до 2012 року в/ч 03394);
- 212-та окрема група регламенту засобів бойового управління та зв'язку в складі 1193-го Центру бойового управління (в/ч 49494) 606310, Нижньогородська область, Дальнє Константиново-5;
- 1501-ша ремонтно-технічна база (в/ч 33787);
- 41-ша експлуатаційно-технічна комендатура (в/ч 63627) Озерний, вул. Радянська, д. 7;
- 61-ша станція (ФПС в/ч 80253);
- 509-й окремий інженерно-саперний батальйон (в/ч 03071);
- Окремий батальйон охорони і розвідки (в/ч 14245) (ОБОР);
- 3-й окремий медико-санітарний батальйон (в/ч 46181);
- 9-та рухома автомобільна ремонтна майстерня (в/ч 14245-Д);
- 261-й вузол комплексного технічного контролю (в/ч 14245-Р).

Розформовані підрозділи:
- 129-й ракетний полк (в/ч 97688) — розформований 01.12.1989
- 222-й ракетний полк (в/ч 95835) — розформований 01.07.1990
- 319-й ракетний полк (в/ч 52643) — розформований 01.12.1989
- 320-й ракетний полк (в/ч 52644) — розформований 01.12.1989
- 509-й ракетний полк (в/ч 52641) — розформований 30.01.1990
- 818-й ракетний полк (в/ч 74201) (51-й майданчик), — розформований 01.12.1993
- 272-й ракетний полк (в/ч 68528) (42-й майданчик), — розформований
- 342-й ракетний полк (в/ч 57338) — розформований 30.10.1990
- 256? -Й (526) ракетний полк (в/ч 07382) (11-й майданчик, 12-й майданчик), — розформований 01.10.1993
- 29-та окрема вертолітна ескадрилья (в/ч 65177) — розформована в грудні 2001 року
- Окрема експлуатаційно-регламентна група (ОЕРГ) (в/ч 14245-Р) — розформована

## Озброєння
У різні роки на озброєнні дивізії стояли ракетні комплекси:
- У 1963—1977 рр. — Р-16У (8К64У);
- У 1967—1979 рр. — УР-100 (8К84);
- У 1975—1991 рр. — МР УР-100 (15А15);
- У 1978—1994 рр. — МР УР-100 УТТХ (15А16);
- З 1994-досі — РТ-2ПМ «Тополя» (15Ж58).
- З 2017 року — планується постановка на бойове чергування ракет РС-24.